# Lijst van olympische medaillewinnaars roque
Roque, een Amerikaanse vorm van croquet, is een voormalige olympische sport, die op de Olympische Spelen werd beoefend. Deze pagina geeft de lijst van olympische medaillewinnaars in deze sport, die alleen op de Spelen van 1904 in St. Louis op het programma stond.

## Medaillewinnaars

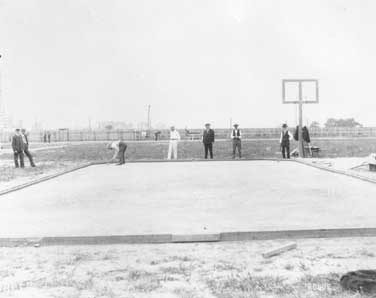
Beeld van de Roque competitie in 1904

| Editie | Goud | Goud            | Zilver | Zilver            | Brons | Brons         |
| ------ | ---- | --------------- | ------ | ----------------- | ----- | ------------- |
| 1904   | USA  | Charles Jacobus | USA    | Smith O. Streeter | USA   | Charles Brown |

St. Louis 1904 
 olympische medaillewinnaars